# Luciano Masieri
Luciano Masieri (Pergamino, Buenos Aires, 20 de agosto de 1976) es un ex-baloncestista argentino que actuaba en la posición de alero. Fue reconocido por la prensa especializada como el jugador revelación de la Liga Nacional de Básquet de la temporada 1996-97. Jugó en la selección juvenil de baloncesto de Argentina, a la par de futuras estrellas que más tarde formarían parte de la denominada Generación Dorada. Es hermano gemelo del también baloncestista Leandro Masieri.

## Trayectoria

### Argentina
Formado en la cantera de Comunicaciones de Pergamino, llegó a jugar en el equipo mayor antes de pasar a Sportivo Pilar junto con su hermano. Allí terminó su etapa de formación, actuando en el Torneo Nacional de Ascenso.
Los Masieri fueron reclutados por Obras Sanitarias a mediados de 1995. Luciano, a diferencia de Leandro, tuvo mucha participación en ese equipo que se consagró campeón de la temporada 1995-96 del TNA. Jugó luego dos temporadas con los porteños en la LNB, siendo una pieza clave del equipo. 
En 1998 los hermanos Masieri ficharon con Independiente de General Pico. Sin embargo en esa temporada los roles resultaron invertidos, ya que el que terminó relegado al banco de suplentes fue Luciano y no Leandro. Luego de esa experiencia, cada hermano haría su propio camino en el baloncesto profesional.
Luciano Masieri pasó a Belgrano de San Nicolás para disputar la temporada 1999-2000 de la LNB. Allí promedió 10.6 puntos y 3.2 rebotes por juego en 47 partidos. 

### Italia
Teniendo la posibilidad de conseguir la nacionalidad italiana dado el país de origen de sus antepasados, el alero tomó la decisión de migrar a Europa y continuar con su carrera profesional en ese continente. De ese modo en 2000 se convirtió en jugador del Virtus Rieti, que por ese entonces militaba en la Serie B, la tercera categoría del baloncesto profesional de Italia.  
Al año siguiente arribó a la Legadue, fichado por el Virtus Ragusa. Estuvo una temporada allí y luego pasó al Pallacanestro Messina de la misma categoría, pero dejó el club a mitad de temporada para reforzar al Virtus Siena de la Serie B, al que ayudó a evitarle el descenso.
Arrancó la temporada 2003-04 de la Legadue en el Novara, pero a fines de diciembre fue apartado del plantel y sustituido por su compatriota Federico Marín. En consecuencia Masieri volvió a la Serie B, esta vez como ficha del Malpighi Castenaso. 
A mediados de 2004 se incorporó al Benedetto XIV Cento, equipo al que guio hasta los playoffs de la Serie B. Su buena actuación allí le consiguió una nueva oportunidad en la Legadue, pues el Fabriano Basket lo fichó para la temporada 2005-06. Ese año registró marcas de 10 puntos y 3 rebotes por encuentro en 25 partidos. 
En 2006 aceptó volver a la Serie B como parte del Pistoia Basket 2000, formando una dupla con Oscar Chiaramello que sirvió para que el equipo se consagrase campeón.
Masieri se incorporó al Pallacanestro Lago Maggiore de la ciudad de Castelletto sopra Ticino en 2007, club en el que pasaría los siguientes cuatro años. En 2011 pasó al Bettinzoli Monticellie para formar un cuarteto argentino junto con sus compatriotas Hugo Sconochini, Ignacio Ochoa y Fernando Becerra. Su primera temporada fue exitosa al lograr el ascenso de la Divizione Nazionale C a la Divizione Nazionale B, pero en la segunda no se cumplió el objetivo. 
Masieri jugó sus últimas dos temporadas en el baloncesto italiano en la Divizione Nazionale B, la cuarta categoría local, defendiendo los colores del Urania Milano y del Aurora Desio.

## Selección nacional
Masieri fue convocado en 1996 por el entrenador Guillermo Vecchio para jugar el Campeonato Sudamericano de Baloncesto Sub-21 y el Campeonato FIBA Américas Sub-22. En ese grupo también estaban Emanuel Ginóbili, Leonardo Gutiérrez, Fabricio Oberto, Juan Ignacio Sánchez, Luis Scola y Lucas Victoriano entre otros. Al año siguiente fue también parte del plantel que compitió en el Campeonato Mundial de Baloncesto Sub-22 de Australia. Sin embargo en ese torneo solamente tuvo protagonismo en el partido inaugural, pasando luego a ocupar un puesto de suplente.